# Sergio Sabattini
Sergio Sabattini (Bologna, 17 ottobre 1946) è un politico e sindaco italiano.

## Biografia
Nato a Bologna, inizia da studente universitario l'attività politica entrando a fare parte della SUC (Sezione Universitaria Comunista) Bolognese, costituita dal Leader sindacale della CGIL Claudio Sabattini, al quale rimarrà legato da una profonda amicizia.
Membro prima del PCI bolognese e, dopo la svolta della Bolognina alla quale aderisce convintamente in forza delle proprie posizioni politiche molto vicine a quelle dell'allora segretario Achille Occhetto, del PDS è un protagonista della politica bolognese. A metà degli anni novanta è eletto segretario della federazione bolognese dello stesso partito.
È stato più volte consigliere comunale a Bologna e assessore nello stesso capoluogo emiliano durante l'amministrazione di Imbeni.
Contrario fin dal principio all'idea del Partito Democratico, è uscito dai DS proprio prima che questo partito confluisse nel nuovo soggetto politico. È stato deputato per due legislature coi DS.
Dal 2002 fino al 2012 è stato sindaco di Porretta Terme, centro termale dell'Appennino tosco-emiliano, a capo di una coalizione di centro-sinistra.